# 艾费尔火山县
艾费尔火山县（德語：Landkreis Vulkaneifel）是德国莱茵兰-普法尔茨州西部的一个县，首府道恩。艾费尔火山县原名为“道恩县”（Landkreis Daun），2007年起改名为“艾费尔火山县”。

## 地理
艾费尔火山县北面与奥伊斯基兴县（北莱茵-威斯特法伦州）和阿尔韦勒县，东面与迈恩-科布伦茨县和科赫姆-采尔县，南面与贝恩卡斯特尔-维特利希县，西面与比特堡-普吕姆艾费尔山县相邻。